# Conrad Schlüsselburg

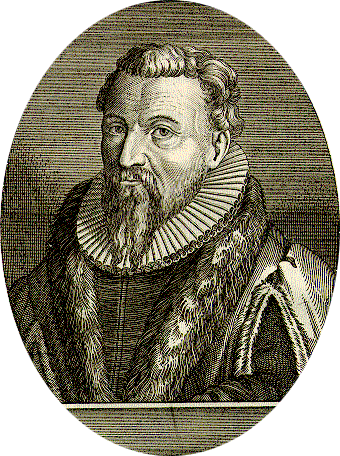
Conrad Schlüsselburg

Conrad Schlüsselburg, auch Konrad Schlüsselburg (* 8. April 1543 in Hessisch Oldendorf; † 5. Oktober 1619 in Stralsund) war ein deutscher lutherischer Theologe.

## Leben
Schlüsselburg besuchte zunächst die Schulen in Paderborn und Braunschweig, ehe er ab 1565 in Wittenberg studierte. 1568 wurde er kurz vor der Magisterprüfung der Universität verwiesen, da er als orthodoxer Lutheraner die Philippisten Caspar Peucer, Caspar Cruciger und Christoph Pezel angegriffen hatte.
Schlüsselburg wechselte daraufhin an die Universität Jena, wo er 1569 den akademischen Grad eines Magisters erlangte. Anschließend begleitete er Johannes Wigand nach Königsberg, wo er 1574 eine Pfarrstelle erhielt und Anna Dresser, Wigands Schwägerin und Großnichte Martin Luthers, heiratete.
Wegen seiner Angriffe gegen den samländischen Bischof Tilemann Hesshus wurde er 1579 abgesetzt und verließ Königsberg. Nacheinander hielt er 1580 Vorlesungen an der Universität Rostock, hatte 1581 eine Pfarrstelle in Antwerpen inne, war 1582 Hofprediger in Gadebusch und predigte 1583 an der Wismarer Marienkirche. Durch Vermittlung seines Freundes David Chyträus nahm 1586 die Universität Wittenberg die 1568 ausgesprochene Verdammung zurück. 1590 wurde Schlüsselburg Superintendent für das Hochstift Ratzeburg, 1594 wurde er Oberpfarrer zu Stralsund. Von der theologischen Fakultät der Universität Jena erhielt er die Doktorwürde.
In Stralsund blieb Schlüsselburg ein streitbarer Theologe, der Auseinandersetzungen nicht aus dem Weg ging und in den Streit eingriff, der zwischen der Stadt und den pommerschen Herzögen bezüglich der Aufsicht über die Kirche in Gange war. 1612 hielt er einen Vortrag über das Leben Luthers, der zur Legendenbildung um die Person Luthers beitrug. 1618 verfasste er die Stralsunder Konsistorialordnung. Enge Beziehungen pflegte er zu dem Bibliophilen Ludolf von Münchhausen und seiner Familie.
Conrad Schlüsselburg war (mindestens) zweimal verheiratet, in späterer Ehe seit 1592 mit der Pastorentochter Anna, geb. Usler. Aus seinen Ehen gingen drei Söhne hervor, die gleichermaßen Theologen wurden: Andreas Schlüsselburg (um 1584–1631), Superintendent in Neubrandenburg, Georg Schlüsselburg (* um 1590), Pastor in Stellau und Rellingen (Holstein) und Johannes Schlüsselberg (um 1595–1637), Pastor in Ankershagen. Bekannt ist weiterhin eine Tochter, Anna Schlüsselburg (1580–1629), verheiratet mit Heinrich Bolten.

## Werke
- Warhafftige erschreckliche newe Zeittung gesicht und geschicht. So sich ausserhalb und in der Stat Straalsund, dieses itztlaufenden 1597.Jars zugetragen und begeben, alß das es zu unterschiedlichen malen und örten Blut und Schweffel geregnet, auch Feuer vom Himmel auf Sanct Marien Kirchen daselbst gefallen. Rostock 1597. (Digitalisat in der Digitalen Bibliothek Mecklenburg-Vorpommern)